# Au pays des jouets
Pour plus de détails, voir Fiche technique et Distribution.
Au pays des jouets est un film muet français réalisé par Georges Méliès, sorti en 1908, également connu sous le titre Conte de la grand-mère et Rêve de l'enfant.

## Synopsis
Une grand-mère lit un livre à sa petite-fille d'un livre avant d'aller coucher affectueusement la petite fatiguée. Celle-ci fait ses prières et s'endort. Tout à coup, l'enfant voit une fée apparaître sur une croix et elle est invitée à se promener au pays des merveilles pour enfants. La fée la prends par la main et la guide à travers d'immenses grottes merveilleuses. Elles arrivent enfin dans une grande plaine où se trouvent d'innombrables jouets qui agissent de manière presque humaine. Après cette visite au pays des jouets, la fée conduit la petite fille d'abord au royaume du Roi des Sucreries où tout n'est que fruits et bonbons puis dans un autre pays où les fleurs, arbres et fougères, des plantes suspendues, des haies et des tonnelles hochent la tête, sourient et lui font signe de continuer. La fillette est émerveillée par ces splendeurs mais aussi fatiguée et s'assoit pour se reposer. Elle s'assoupit sans toutefois se taire, continuant à s’émerveiller dans son demi-sommeil. La grand-mère, entendant sa voix, vient à ses côtés, et la petite fille se retrouve à nouveau dans son lit.